# Голубева, Екатерина Николаевна
Екатери́на Никола́евна Го́лубева (фр. Katerina Golubeva; 9 октября 1966, Ленинград — 3 августа 2011, Париж) — российская и французская актриса. Снималась в России, Литве, во Франции и на Украине.

## Биография
Училась на актёрском факультете ГИТИСа, затем перевелась во ВГИК.
В конце 1980-х вышла замуж за литовского режиссёра Шарунаса Бартаса. Дочь от этого брака, актриса Ина-Мария Бартайте (1996—2021), снялась в фильме «Образы Европы» и других картинах, в возрасте 25 лет погибла, катаясь на велосипеде, в результате ДТП в Вильнюсе 7 апреля 2021 года.
В 1991 году снялась в клипе на песню Андрея Макаревича «Между тем, что было и тем, что будет».
После картины Бартаса «Три дня» (1992) актрису пригласили сниматься во Францию, где она получила роль в ленте «Мне не спится» (1994) Клер Дени. Голубева сыграла ещё в двух фильмах своего мужа — «Коридор» (1995) и «Нас мало» (1996), затем они расстались. Во Франции актриса стала близкой подругой и «музой» постановщика Леоса Каракса, сыграла в его картине «Пола Икс» (1999). Снималась и у других французских режиссёров — Брюно Дюмона, Сандрин Дюма. Фильм Дюмона 2003 года «29 пальм» изобилует яркими эротическими сценами с участием Голубевой. В 2006 году исполнила одну из главных ролей в киноленте «977» российского дебютанта Николая Хомерики. По мнению кинокритика Андрея Плахова, актриса «стала символом нового артхаусного европейского кино девяностых и нулевых годов», на экране «она изображала загадочность и непостижимость женской натуры».
Екатерина Голубева погибла на 45-м году жизни 3 августа 2011 года при невыясненных обстоятельствах. Долгое время точная дата гибели была неизвестна, но в документальном фильме «Я — Катя Голубева» было показано свидетельство о смерти, выданное французскими властями, в котором указано, что Голубева была найдена именно 3 августа. Выдвигались версии как о несчастном случае, так и о самоубийстве. Тело было найдено в Париже на станции метро «Пиренеи» поблизости от дома актрисы, похоронена 20 августа на кладбище Пер-Лашез.

## Личная жизнь
- Первый муж — Андрей Каприн, врач-онколог, заслуженный врач РФ, академик РАН
  - сын Дмитрий Андреевич Каприн (род. 02.10.1987) — врач-хирург, онколог
- Второй муж — Шарунас Бартас, режиссёр[2]
  - дочь Инна-Мария Бартайте[англ.] (2.05.1996—07.04.2021) — актриса
- гражданский муж — Леос Каракс, режиссёр
  - дочь Анастасия Голубева-Каракс (род. 28.09.2004) — актриса

## Память
В память о Голубевой в 2011 году была представлена ретроспектива фильмов с её участием («Мне не спится», «Нас мало», «Незваный гость», «29 пальм») на V Международном кинофестивале в Лиссабоне.
Памяти Екатерины Голубевой посвящён фильм Леос Каракса «Корпорация «Святые моторы»» (в эпизоде картины появляется маленькая дочь пары, Настя Голубева-Каракс).
Также в 2015 году вышел фильм Шарунаса Бартаса «Покой нам только снится», который посвящён Кате и жизни её семьи после её гибели. На протяжении всей картины иногда мелькают памятные фотографии Екатерины.
В 2016 году был снят российско-литовский документальный фильм об актрисе «Я – Катя Голубева» (режиссёр Наталия Ю).
В 2021 году на российском телеканале «Культура» Юрий Рост в рамках авторской передачи «Рэгтайм, или Разорванное время» посвятил памяти Екатерины Голубевой короткий сюжет в выпуске «Красота – ошибка Бога или удача?». В нем фотограф рассказал о первой встрече с актрисой и их дружбе.
Кадры с Голубевой из фильма «Пола Икс» появляются в документальном фильме Леоса Каракса «Это не я», премьера которого состоялась в 2024 году на Каннском кинофестивале.

## Фильмография

### Актриса
| Год  |     | Русское название                   | Оригинальное название                    | Роль |
| ---- | --- | ---------------------------------- | ---------------------------------------- | --- |
| 1985 | ф   | Научись танцевать                  | Научись танцевать                        | Лариса Деркач / Главная роль |
| 1987 | ф   | Сказка про влюбленного маляра      | Сказка про влюбленного маляра            | Катюша |
| 1992 | ф   | Три дня                            | Trys dienos                              | Главная роль |
| 1994 | ф   | Мне не спится                      | J’ai pas sommeil                         | Дайга |
| 1994 | кор | Солина                             | Solina                                   | Солина / Главная роль |
| 1994 | ф   | Коридор                            | Koridorius                               | Главная роль |
| 1995 | ф   | Прибытие поезда                    | Прибытие поезда (киноальманах)           | Роль в новелле «Экзерсис № 5» |
| 1996 | ф   | На месте                           | Sur place                                | Главная роль |
| 1996 | ф   | Нас мало                           | Few of Us                                | Главная роль |
| 1997 | кор | Без названия                       | Sans titre                               | Изабель / Главная роль |
| 1997 | ф   | Дом                                | A Casa                                   | Катя написала сценарий для этого фильма. |
| 1988 | ф   | Перекрестное дело                  | Un affare trasversale                    | — |
| 1999 | ф   | Родственная душа                   | L' Âme-soeur                             | Наталья |
| 1999 | ф   | Пола Икс                           | Pola X                                   | Изабель / Isabelle |
| 2001 | с   | Ростов—папа: «Мужчины его женщины» | Ростов-папа (сериал)                     | Наташа / В титрах — Катерина Корф |
| 2003 | ф   | 29 пальм                           | Twentynine Palms                         | Катя / Главная роль |
| 2004 | кор | Катя                               | Katia                                    | Катя / Главная роль |
| 2004 | ф   | Незваный гость                     | L'intrus                                 | Молодая русская женщина |
| 2006 | ф   | 977                                | 977                                      | Тамара |
| 2008 | кор | Он говорит, что умер               | Il dit qu'il est mort.                   | Женщина / La femme |
| 2009 | ф   | Американская вдова                 | American Widow                           | Путешественница / Traveling Woman, (фильм находится в процессе с 2005 года, дальнейшая судьба картины неизвестна, также из нее был смонтирован следующий фильм «Projection», премьера которого планировалась в 2016, но по-прежнему нигде не доступна). |
| 2009 | с   | Коллекция «Нуар»: «Королева сук»   | Suite noire: «La reine des connes»       | Аиша / Aïcha |
| 2010 | ф   | Которого не было                   | Которого не было                         | Дарья |
| 2011 | кор | Придумаем счастливые дни           | L’invention des jours heureux            | Ольга |
| 2011 | ф   | Дом с башенкой                     | Будинок із баштою                        | Мама мальчика |
| 2014 | ф   | Вкус Америки                       | Funeral Party                            | Нина / Фильм снимался в 2010 году, но вышел уже после гибели Екатерины |
| 2018 | ф   | История тени (История Франции)     | Histoire de l’ombre (histoire de France) | Вероятно, картина снималась параллельно с фильмом «Дом с башенкой», в 2011 году |

### Сценарист
| Год  |   | Русское название | Оригинальное название | Роль |
| ---- | - | ---------------- | --------------------- | ---- |
| 1994 | ф | Коридор          | Koridorius            |      |
| 2016 | ф | Глиняные люди    | The Clay People       |      |

### Хроника
| Год  |     | Русское название        | Оригинальное название | Роль                       |
| ---- | --- | ----------------------- | --------------------- | -------------------------- |
| 2015 | ф   | Покой нам только снится | Ramybė mūsų sapnuose  | Архивные, семейные кадры   |
| 2016 | док | Я — Катя Голубева       | Я — Катя Голубева     | Архивные, семейные кадры   |
| 2024 | ф   | Это не я                | C’est pas moi         | Кадры из фильма «Пола Икс» |

### Озвучивание
| Год  |     | Русское название | Оригинальное название | Роль            |
| ---- | --- | ---------------- | --------------------- | --------------- |
| 2007 | кор | Тест 135         | Essai 135             | Голос за кадром |